# Zamek Piastów Śląskich w Brzegu

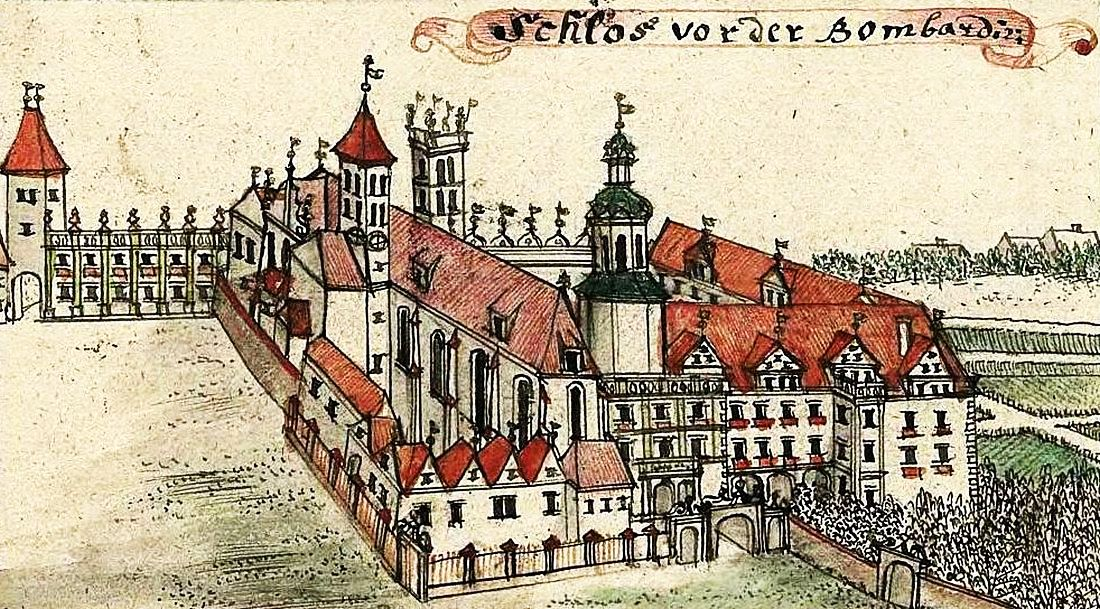
Zamek w Brzegu na rysunku Friedricha Bernharda Wernera z około 1750 roku

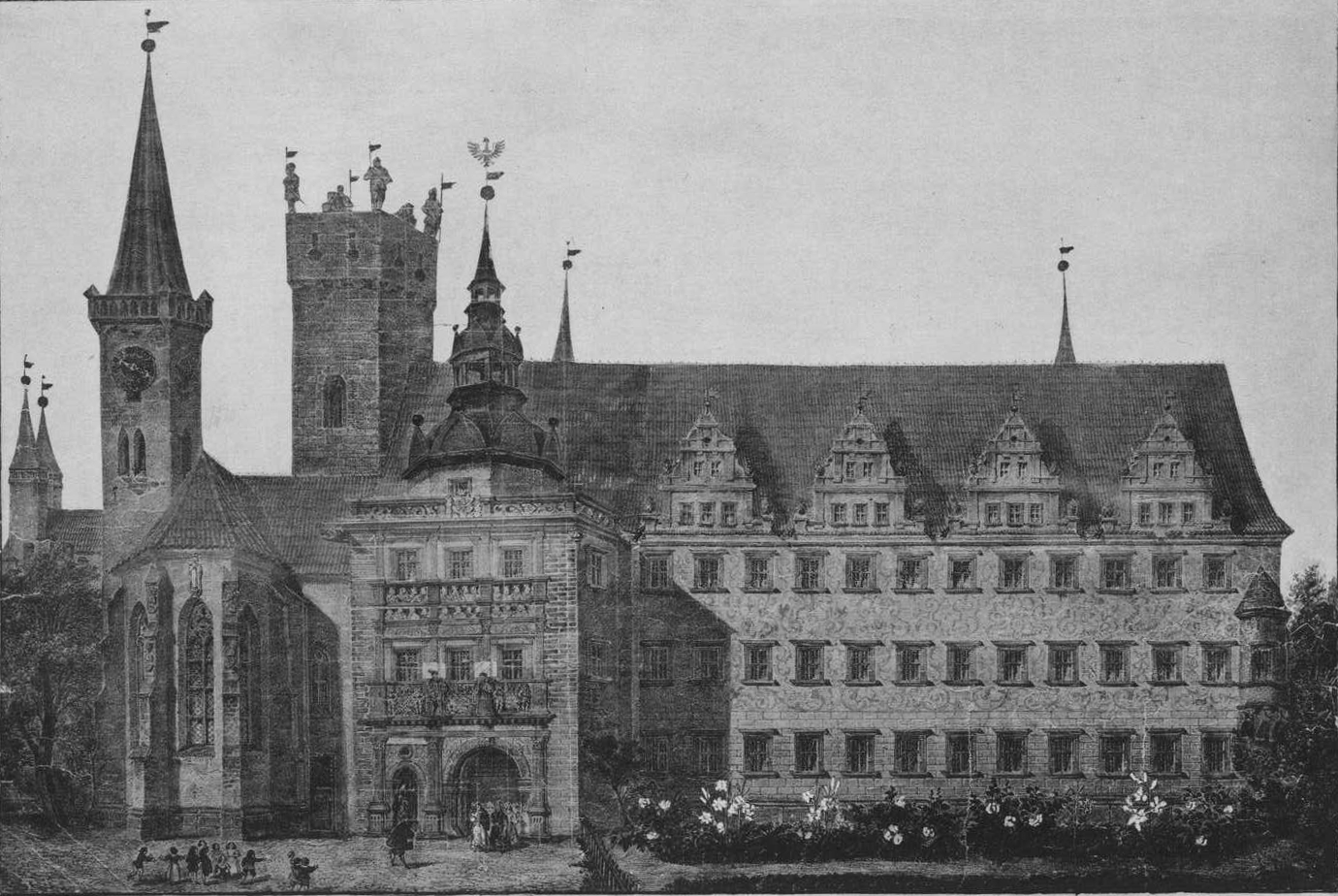
Widok zamku na XVIII-wiecznej ilustracji z widocznymi freskami na elewacji- obecnie niewidoczne.

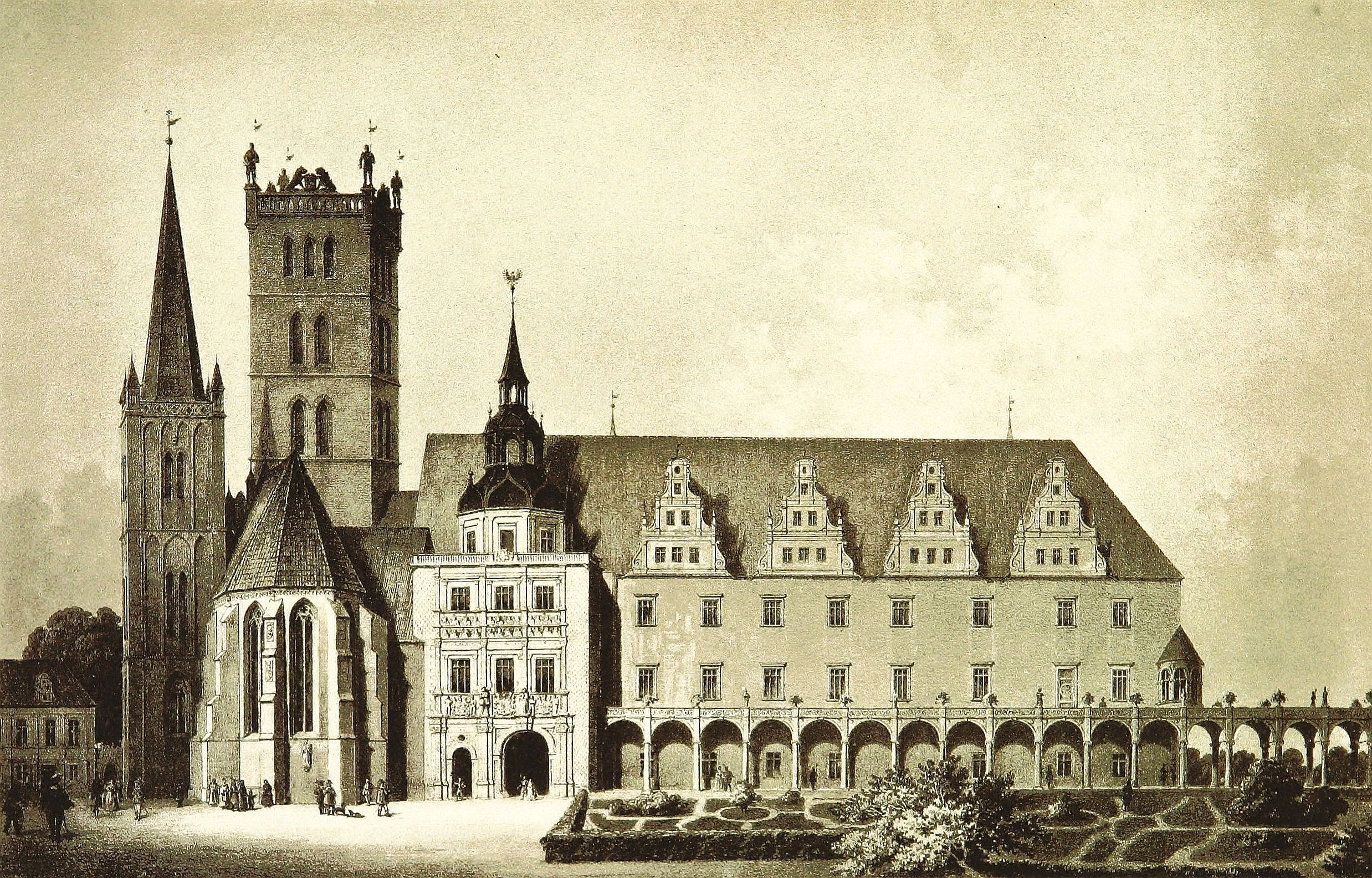
XIX-wieczny wizerunek zamku z ogrodem.

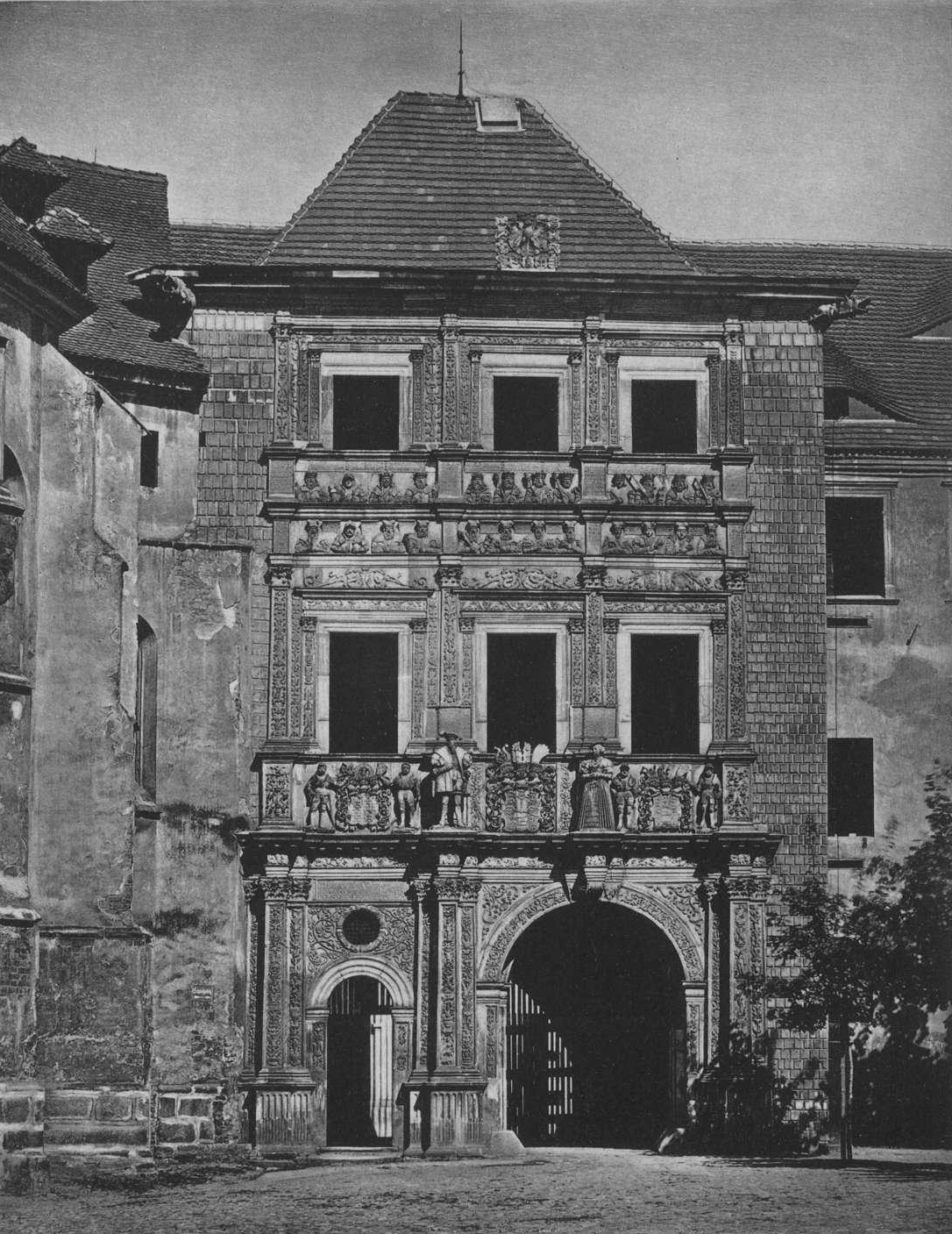
Portal na bramie wjazdowej do zamku sfotografowany w XIX wieku.

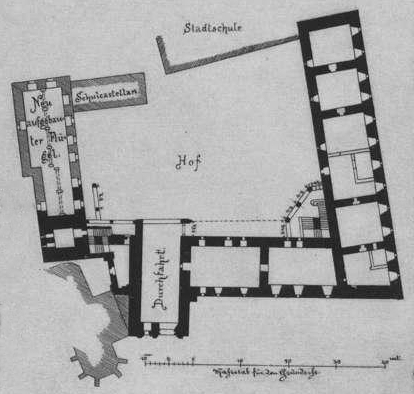
Wewnętrzny plan zamku.

Zamek Piastów Śląskich w Brzegu – zabytkowa rezydencja Piastów śląskich z XIII w., obecnie siedziba Muzeum Piastów Śląskich w Brzegu.

## Historia

### XIII–XV w.
Pierwsze informacje o istnieniu zamku pochodzą z 1235 r. Wówczas miał tu swoją siedzibę namiestnik książęcy. Zamek stanowił także miejsce postojowe w czasie podróży dla książąt wrocławskich. Około 1300 roku wzniesiona została kwadratowa, ceglana wieża, nazwana później Wieżą Lwów, gdyż na jej zwieńczeniu znajdowały się kamienne lwy. Dolna część wieży zachowała się do dziś, jako najstarsza część zamku.
W 1311 r. wyodrębniło się księstwo brzeskie, a zamek stał się wówczas siedzibą książąt brzeskich. W latach 1360–1370 książę Ludwik I brzeski dokonał przebudowy zamku. Do dziś zachowały się ówczesne fragmenty muru. Podczas tej rozbudowy w latach 1368–1369 obok zamku wzniesiono gotycką kaplicę św. Jadwigi, która stała się kolegiatą, oraz nowy budynek mieszkalny.

### XVI w.
W połowie XVI w. książę Jerzy II z żoną Barbarą z Hohenzollernów dokonali przebudowy obiektu na styl renesansowy, wzorując się na Zamku Królewskim na Wawelu. Z tej racji zamek jest określany mianem Śląskiego Wawelu. W latach 1541–1544 wzniesiono południowe skrzydło, a między 1544 a 1547 powstało skrzydło wschodnie.
17 października 1547 r. zmarł książę Fryderyk II, a nadzór na pracami budowlanymi przejął jego syn Jerzy II.
W latach 1554–1560 wzniesiono reprezentacyjny budynek bramy wjazdowej. Składa się on z trzech kondygnacji. Dolna ma motyw antycznego łuku triumfalnego. Ponad łukiem fundator umieścił posągi swój i żony w rzeczywistych wymiarach oraz herby rodowe trzymane przez pary giermków. Książę zlecił także umieszczenie nad oknami pierwszego piętra dwóch rzędów popiersi swoich przodków.
Dziedziniec zamku ozdabiają wewnętrzny portal bramy wjazdowej i dwupiętrowe renesansowe krużganki. Zamek miał bogato wyposażone wnętrza. Jerzy II zamówił we Flandrii arrasy o łącznej długości 300 łokci (170 m). Wyposażenie sal nie dotrwało do naszych czasów.
Kolegiata została w tym czasie przekształcona w mauzoleum książąt śląskich.
Przebudową zamku zajmowali się włoscy architekci Jakub i Franciszek Parr. Ich kontynuatorami byli Bernard i Piotr Niuronowie, którzy pod koniec wieku ufortyfikowali rezydencję. Prace budowlane trwały do 1560 r., a wykończenia do 1582 r.

### XVII–XIX w.
W 1675 r. na zamku zmarł ostatni potomek z linii Piastów śląskich, Jerzy Wilhelm i rezydencja zaczęła podupadać. Opuszczony zamek uległ niewielkim zniszczeniom w czasie ostrzału miasta przez króla pruskiego, Fryderyka II w 1741 r. Następnie zamek pełnił funkcje karczmy, koszar, magazynu.

### Od XX w.
W 1922 r. usunięto z zamku magazyny i przeprowadzono drobne konserwacje: zabezpieczono Bramę Wjazdową. W 1924 r. założono tu Muzeum Miejskie. W 1945 r. budowla została ponownie uszkodzona. W 1952 r. otwarto tu obecne muzeum. W latach 1966–1990 budowlę odbudowano wg stanu jaki istniał w XVI w. Odnowiono Bramę Wjazdową, krużganki i kilka sal. Autorem koncepcji projektu rekonstrukcji dziedzińca zamkowego był prof. Jerzy Rozpędowski, a autorką projektu rekonstrukcji głowicy kolumny I piętra oraz opracowania projektu całości była Jadwiga Maciejowska. Autorami odbudowy pozostałej części zamku byli Tomasz Kornacki i Wacław Podlewski z PKZ Oddział w Warszawie. Po wojnie kustoszem na zamku był działacz niepodległościowy z okresu konferencji wersalskiej i były minister Leon Janta-Połczyński.
Zamek posiadał status zabytku klasy 0 (nomenklatura ta obecnie nie jest już stosowana). Obecnie znajduje się tu Muzeum Piastów Śląskich. Wewnątrz zgromadzone są zabytki związane z historią miasta i ziemi brzeskiej oraz Piastów śląskich. W 2013 roku w plebiscycie na 7 nowych cudów Polski organizowanym przez National Geographic zamek zajął 7. miejsce.
W 2018 r. zamek wpisany został na listę pomników historii w ramach akcji „100 Pomników Historii na stulecie odzyskania niepodległości”.

## Elementy architektoniczne

### Portal bramy wjazdowej
Portal umieszczony na głównej bramie wjazdowej zamku zajmuje całą ścianę frontową dwupiętrowego budynku. W górnym rzędzie nad pierwszym piętrem znajdują się dwa rzędy rzeźb władców polskich oraz poniżej piastowskich książąt śląskich. Umieszczono je w trzech segmentach po cztery figury przy każdym dodając kartusz z zapisanym po łacinie imieniem osoby, którą przedstawia. W górnym, pierwszym rzędzie wyrzeźbiono popiersia 12 pierwszych władców państwa polskiego z następującymi podpisami:
Pierwszy segment
- 1. Piasta – „Piast. Crusvicen. Polo. Monarcha circa annum Do. DCCCXL., a quo reges Poloniae. et Silesia. duces orti.”[6]
- 2. Siemowita – „Semovitus Monarcha Polo. fortis regni dilatator.”[6]
- 3. Lestka – „Lesko Mo’ar. (Monarcha) Justus, Liberalis et Togatus.”[6]
- 4. Siemomysła – „Zemomislaus Mo’ar. (Monarcha) Polo. Sapiens, Togatus.”[6]

Drugi segment
- 5. Mieszka I – „Mieslaus Mo’ Polo. abjecta idolatria gentili per baptismum ecclesiae dei insertus. ann. DCCCCLXV.”[6]
- 6. Bolesława I Chrobrego – „Boleslaus Chrabri. I Rex Pol. DCCCCXCIX.”[6]
- 7. Mieszka II Lamberta – „Myeslaus Secundus, Rex Polon. Ann. D. MXXV.”[6]
- 8. Kazimierza I Odnowiciela – „Casimir Monachus Rex Pol. Anno MXLI.”[6]

Trzeci segment
- 9. Bolesława II Śmiałego – „Boleslaus altus primus dux Silesiae. dominus Vratislaviensis et Lignicensis, Ann. Dom. MCLIX.”[6]
- 10. Władysława I Hermana – „Wladislaus Hermannus Monarcha Polo et virtute et pietate excellens anno Do. MLXXXII.”[6]
- 11. Bolesława III Krzywoustego – „Boleslaus Curvus. Mo. Pol. fortissimus heros anno Do. MCII.”[6]
- 12. Władysława II Wygnańca – „Wladislaus Mon. Pol. regno expulsus anno Do. MCXI.”[6]

W drugim niższym rzędzie umieszczono popiersia książąt śląskich z następującymi łacińskimi napisami umieszczonymi w kartuszach:
Pierwszy segment
- 13. Henryka I Brodatego – „Henricus barbatus dux Silesiae Vratis. Lign. MCCI.”[6]
- 14. Henryka II Pobożnego – „Henricus Vratislaviensis Ligni. MCCXLI”[6]
- 15. Bolesława II Rogatki – „Boleslaus Lignicensis.”[6]
- 16. Henryka V Brzuchatego – „Henricus Ligni. et Vratislavi.”[6]

Drugi segment
- 17. Bolesława III Rozrzutnego – „Boleslaus dux Silesiae Ligni. et Bregen. Anno Domini MCCXCV.”[6]
- 18. Ludwika I Brzeskiego – „Ludovicus dux Bregensis.”[6]
- 19. Henryka VIII – „Henricus dux Bregensis.”[6]
- 20. Henryka IX lubińskiego – „Henricus dux Lubensis.”[6]

Trzeci segment
- 21. Ludwika II oławskiego – „Ludovicus dei gratia dux Silesiae dominus Lubensis et Caet..”[6]
- 22. Jana Lubińskiego – „Joanis Lubensis et Hainovi.”[6]
- 23. Fryderyka I – „Fridericus Ligni. et Bregen.”[6]
- 24. Fryderyka II – „Fredericus Ligni. et Bregen verae religionis instaurator et patrii ducatus auctor MDXLVII.”[6]

Pokrycie takimi zdobieniami rzeźbiarskimi miało na celu głoszenie chwały dynastii Piastów i władców Brandenburgii, co podkreślały trzy herby na balustradzie: Rzeczypospolitej (zachowany w środku) oraz (niezachowane) habsburski i brandenburski.

## Dyrektorzy Zamku Piastów Śląskich
- Jan Przała (1958–1969)
- Paweł Kozerski (1969–2017)
- Dariusz Byczkowski (od 2017)

## Galeria

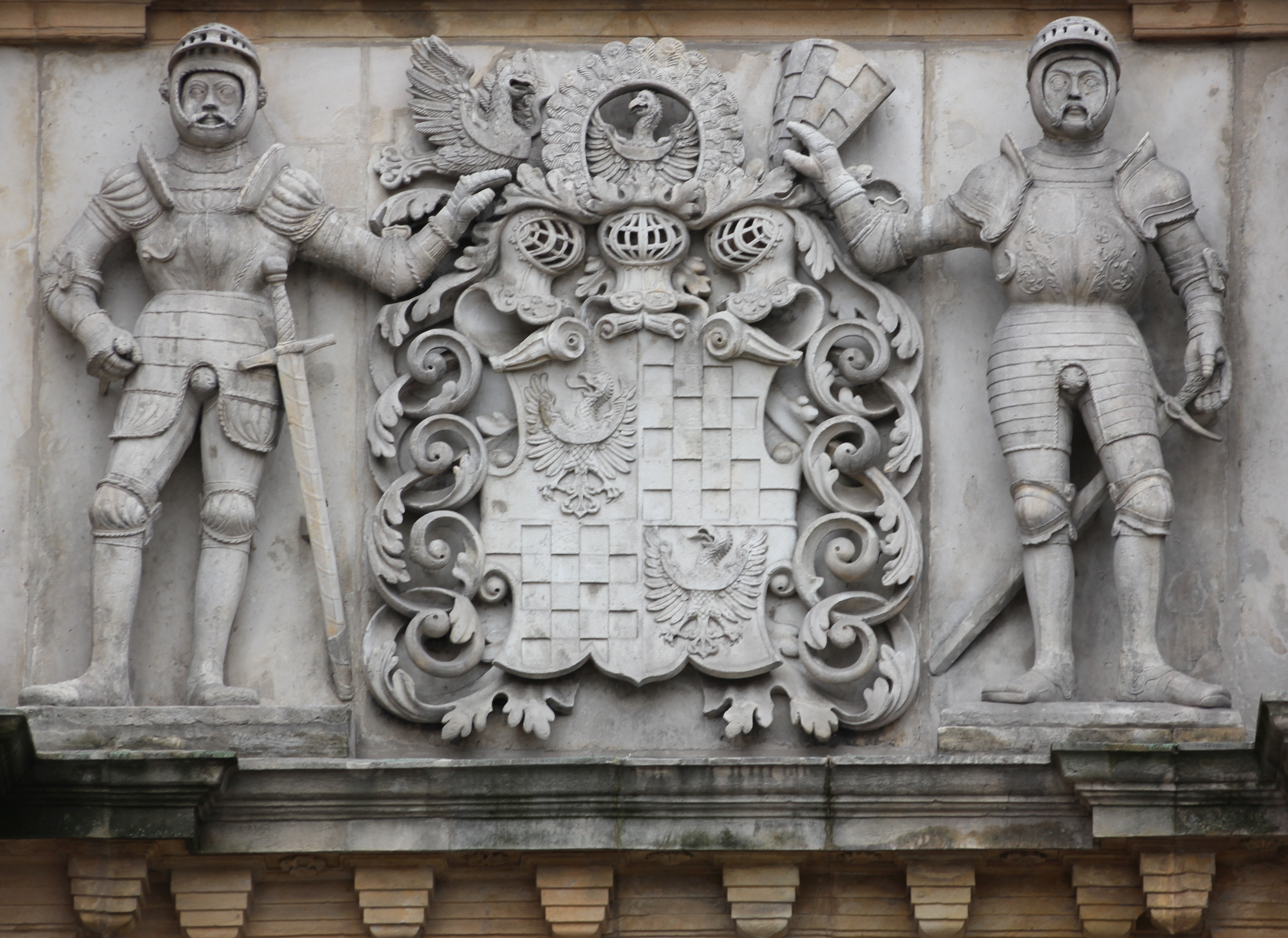
Herb księstwa legnicko-brzeskiego
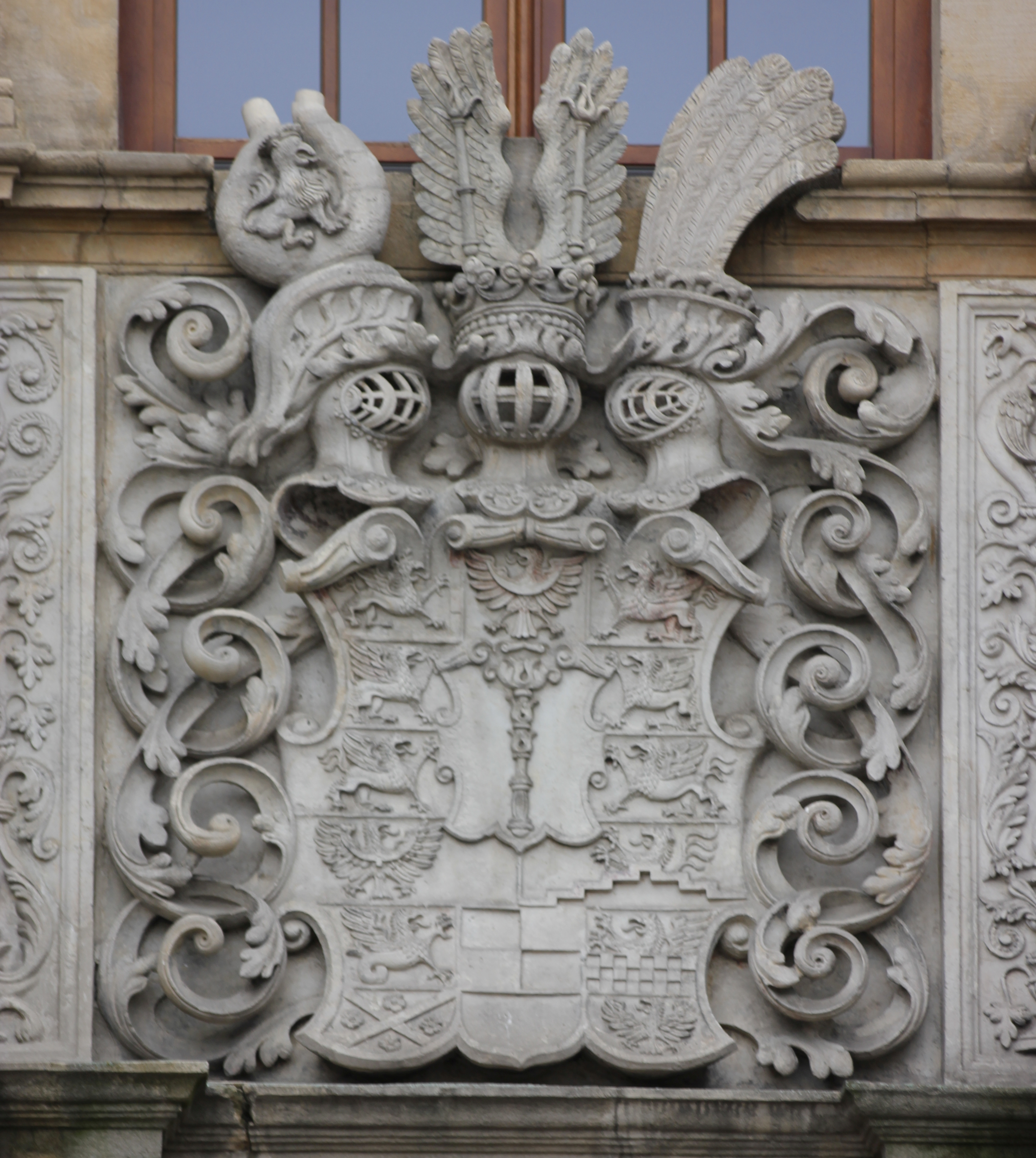
Herb ks. elektora Brandenburgii
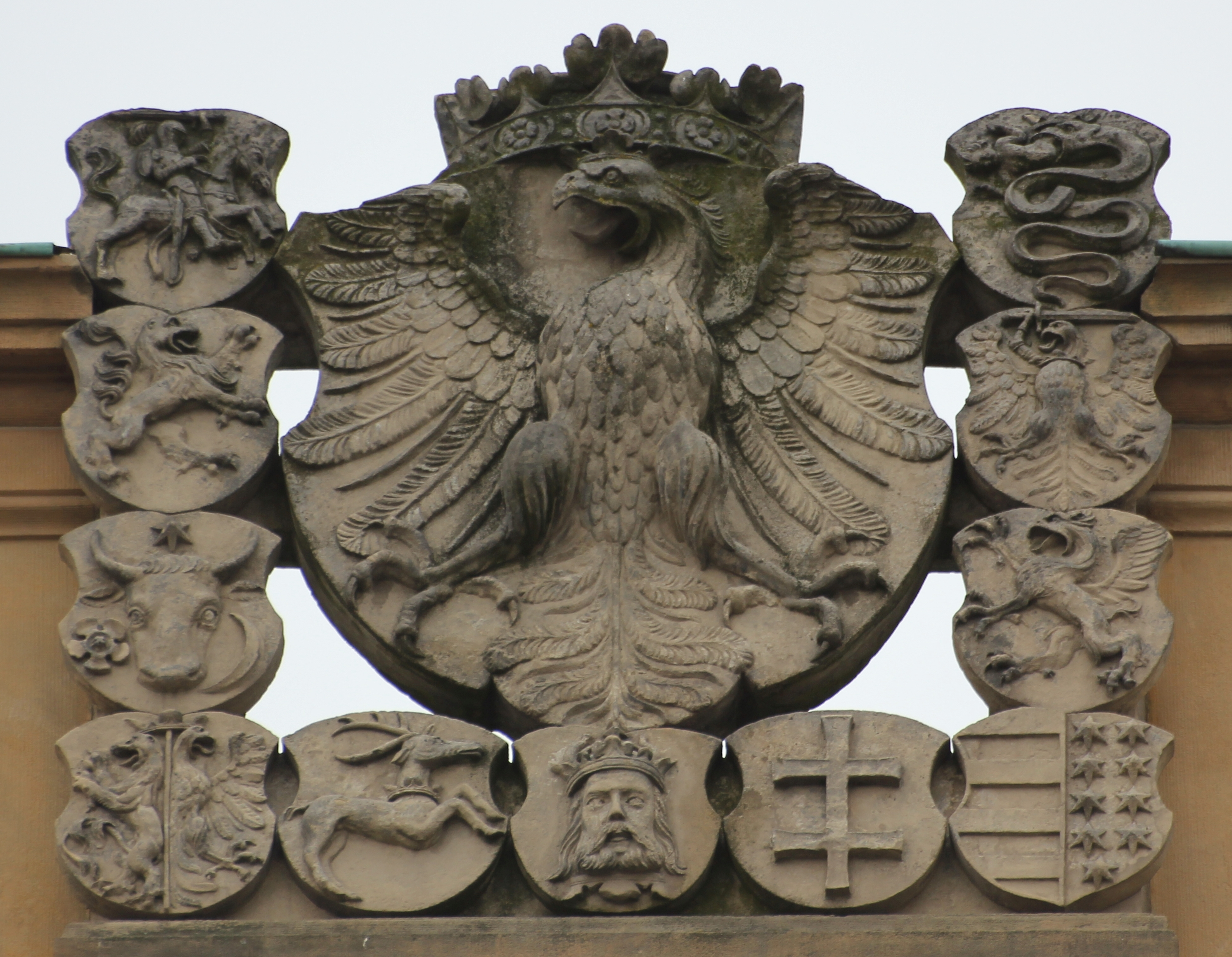
Herby związane z Elżbietą Jagiellonką
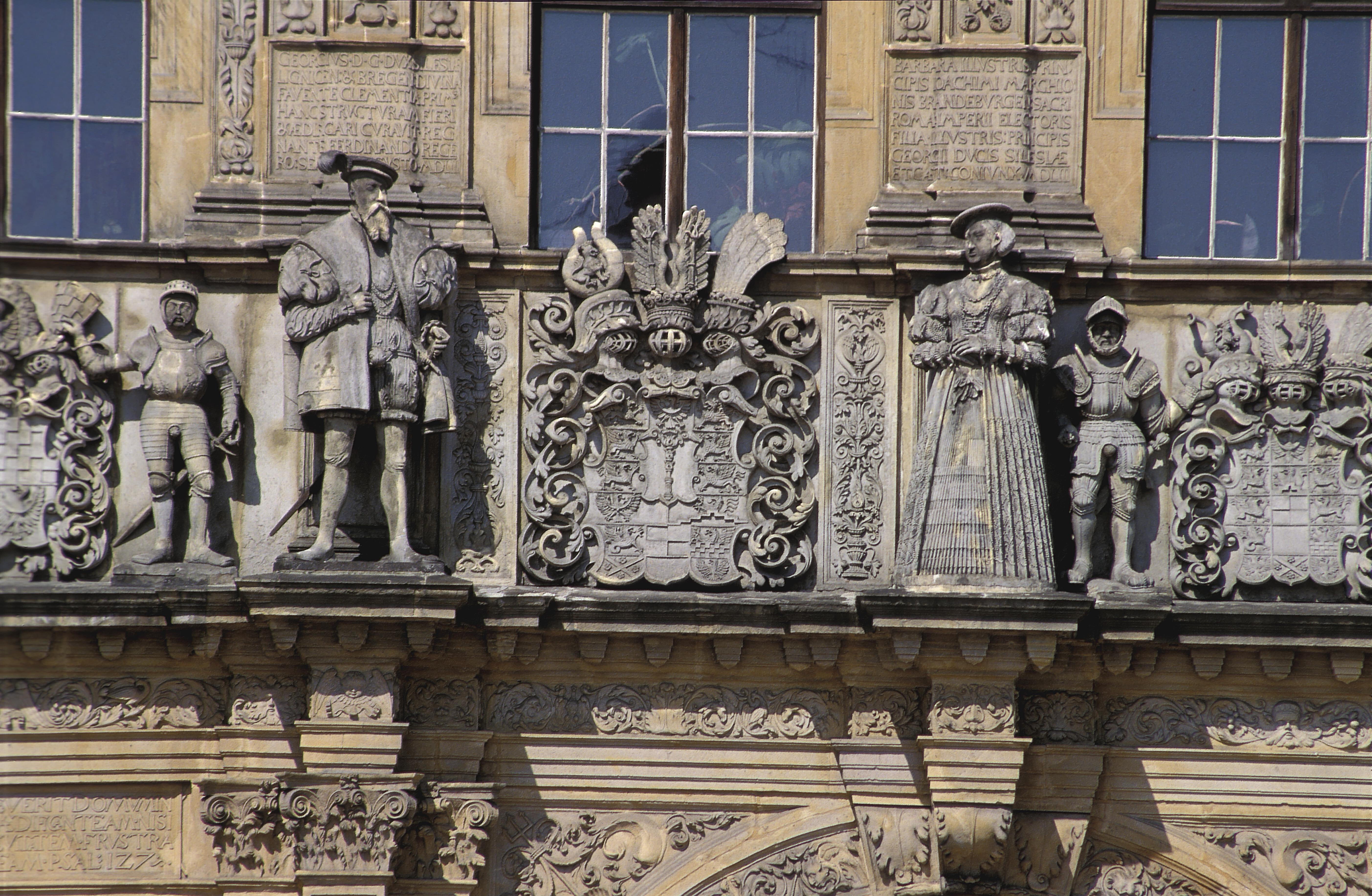
Herb Hohenzollernów (P)
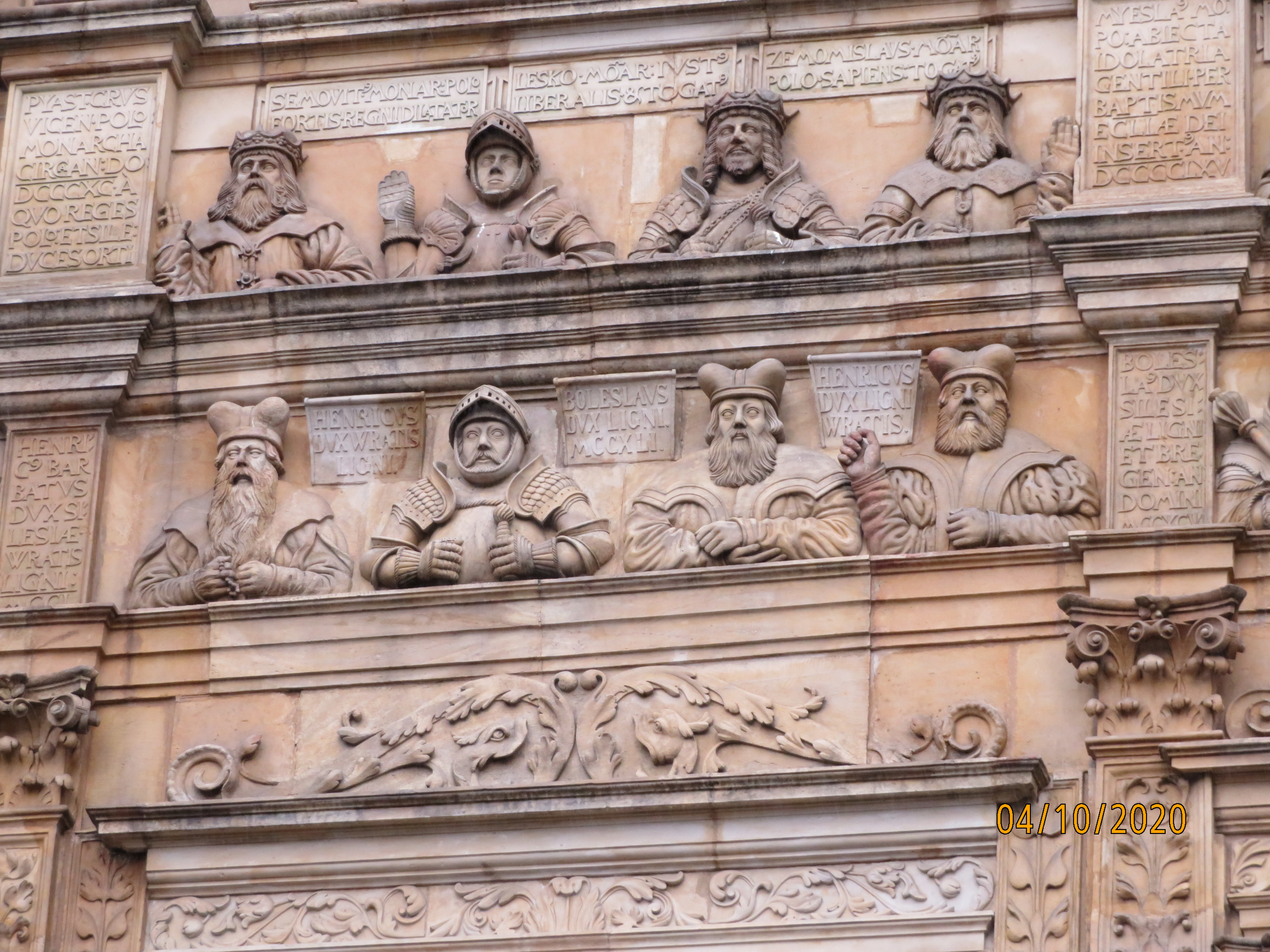
Portal. I segment rzeźb władców
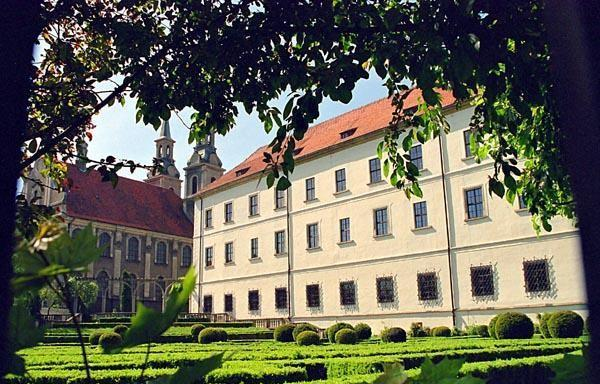
Ogród „włoski”
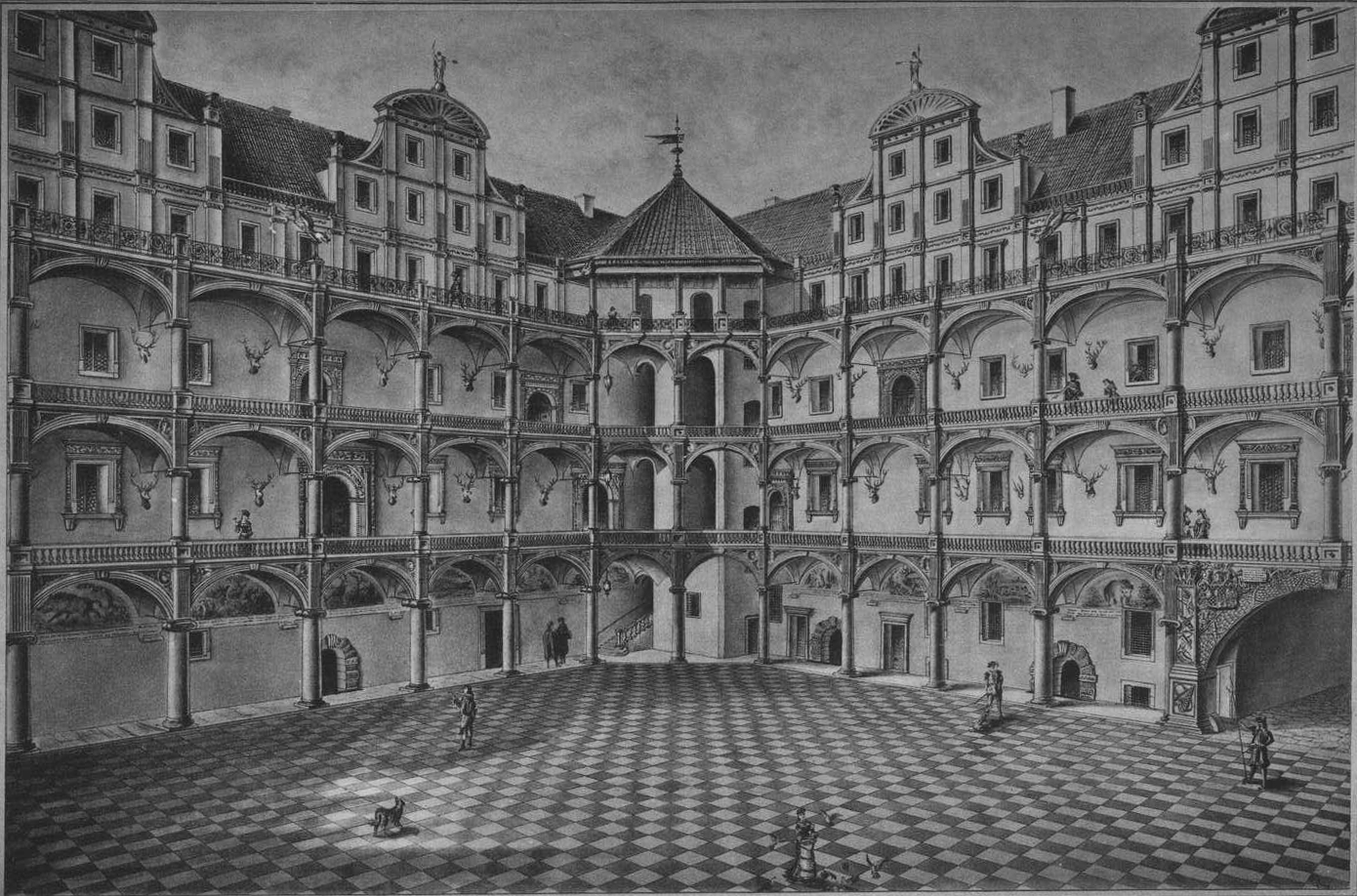
Renesansowy sziedziniec z freskami
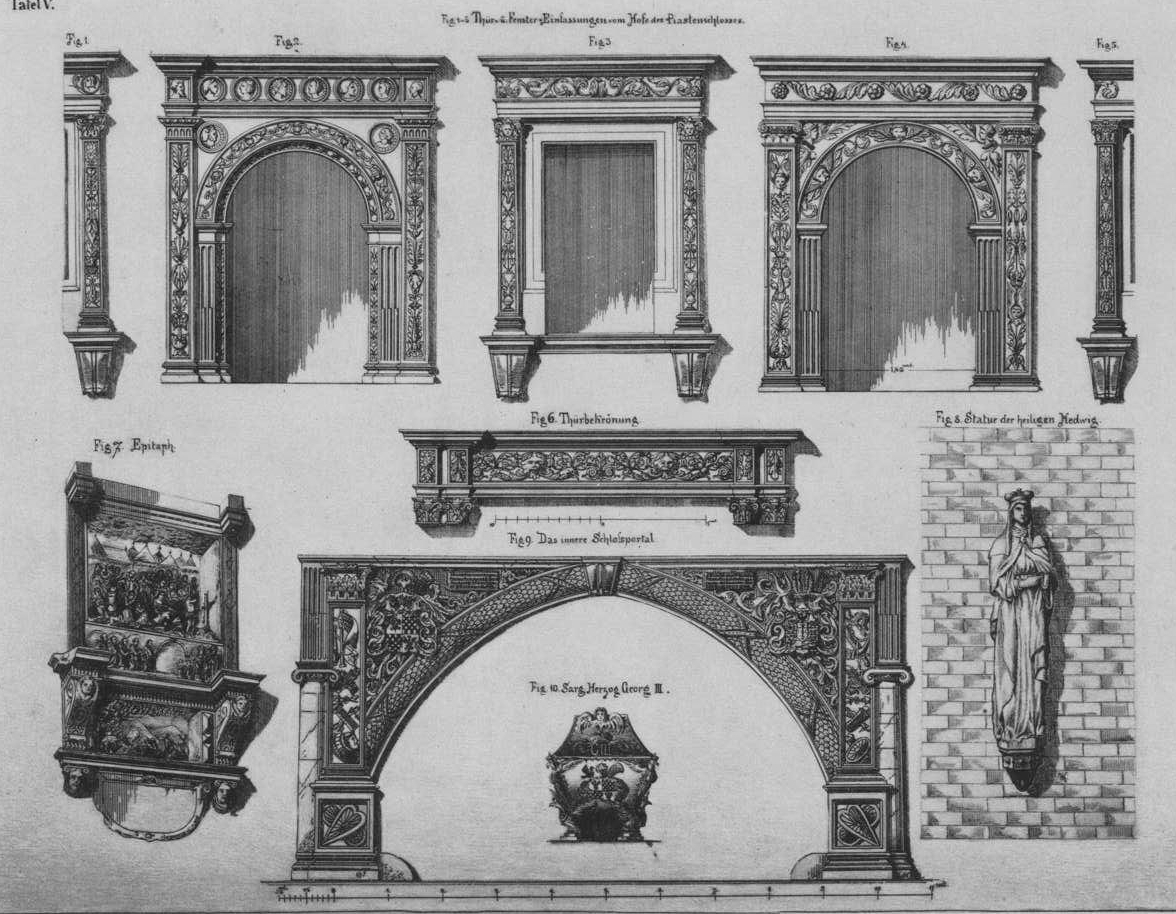
Detale wewnątrz